# اج‌واتر استیتس، تگزاس
اج‌واتر استیتس (به انگلیسی: Edgewater Estates) یک منطقهٔ مسکونی در ایالات متحده آمریکا است که در تگزاس واقع شده‌است. اج‌واتر استیتس ۷۲ نفر جمعیت دارد.